# Jānis Šmēdiņš
Jānis Šmēdiņš (ur. 31 lipca 1987 w Kuldydze) – łotewski siatkarz plażowy. Brązowy medalista olimpijski z Londynu (2012).
Brał udział w igrzyskach olimpijskich w 2012 i 2019. W 2012 zdobył brązowy medal w parze z Mārtiņšem Pļaviņšem. Razem zajęli również trzecie miejsce na mistrzostwach Europy w 2010. Później występował z Aleksandrsem Samoilovsem i zostali mistrzami Europy w 2015, srebrnymi medalistami tej imprezy w 2013, 2014, 2017 i 2018.